# ロジャー・ロイド＝パック
ロジャー・ロイド＝パック（Roger Lloyd-Pack、1944年2月8日 - 2014年1月15日）は、イギリスの俳優。

## 来歴
イギリス人俳優チャールズ・ロイド・パックの息子として生まれる。1968年に22歳でテレビデビュー。イギリスのコメディドラマ『オンリー・フールズ・アンド・ホーセズ』に1981年から2003年にかけ出演したことでよく知られ、『ハリー・ポッターと炎のゴブレット』にて魔法省の官僚バーテミウス・クラウチ・シニア役を演じたことと、SFドラマ『ドクター・フー』のシリーズ2「サイバーマン襲来」「鋼鉄の時代」にサイバーマンの創造主ジョン・ルーミック役で出演したことでも知られている。
2014年1月、ケンティッシュ・タウンの自宅にて女優エミリー・ロイドを含む4人の娘を残し膵臓癌で死去した。69歳没。葬儀はセント・ポール教会で執り行われ、遺体はハイゲイト墓地に埋葬された。

## 出演作品
- ボルジア家2 愛と欲望の教皇一族
- ファクトリー・ウーマン
- 生存者たち シーズン2
- THE ROOM 閉ざされた森
- ハリー・ポッターと炎のゴブレット（バーティ・クラウチ）
- インタビュー・ウィズ・ヴァンパイア
- オリバー・ツイスト
- プリーチング
- ハワードと七人の魔法使い
- 恐怖の子守歌
- 雪崩
- 裏切りのサーカス
- ドクター・フー（ジョン・ルーミック）